# Sliedrecht Sport 2021-2022 (maschile)
Questa voce raccoglie le informazioni riguardanti lo Sliedrecht Sport nelle competizioni ufficiali della stagione 2021-2022.

## Organigramma societario
Area direttiva
- Presidente: Cees Boer

Area tecnica
- Allenatore: Paul van der Ven

## Rosa
| N° | Nome                | Ruolo | Data di nascita  | Nazionalità sportiva |
| -- | ------------------- | ----- | ---------------- | -------------------- |
| 1  | Niels Vermeulen     | P     | 1995             | Paesi Bassi          |
| 2  | Rick van der Sluis  | P     | 1999             | Paesi Bassi          |
| 3  | Marius den Hartog   | O     | 1999             | Paesi Bassi          |
| 4  | Joël Blokland       | L     | 2001             | Paesi Bassi          |
| 5  | Mart de Groot       | L     | 11 ottobre 2002  | Paesi Bassi          |
| 6  | Bart Yark           | S     | 22 febbraio 1994 | Paesi Bassi          |
| 7  | Floris van Rekom    | S     | 8 maggio 1991    | Paesi Bassi          |
| 8  | Martijn de Haan     | S     | 29 maggio 1997   | Paesi Bassi          |
| 9  | Ivar de Waard       | S     | 4 giugno 1997    | Paesi Bassi          |
| 10 | Jesper van Muijden  | C     | 13 febbraio 2001 | Paesi Bassi          |
| 11 | Raygid Isenia       | C     | 26 novembre 1991 | Aruba                |
| 12 | Jorg de Waard       | C     | 8 marzo 1994     | Paesi Bassi          |
| 14 | Erik van der Schaaf | S     | 12 dicembre 1993 | Paesi Bassi          |

## Statistiche

### Statistiche di squadra
| Competizione          | Punti | In casa | In casa | In casa | In trasferta | In trasferta | In trasferta | Totale | Totale | Totale |
| Competizione          | Punti | G       | V       | P       | G            | V            | P            | G      | V      | P      |
| --------------------- | ----- | ------- | ------- | ------- | ------------ | ------------ | ------------ | ------ | ------ | ------ |
| Eredivisie            | 33/7  | 13      | 7       | 6       | 13           | 5            | 8            | 26     | 12     | 14     |
| Coppa dei Paesi Bassi | -     | 0       | 0       | 0       | 1            | 0            | 1            | 1      | 0      | 1      |
| Totale                | -     | 13      | 7       | 6       | 14           | 5            | 9            | 27     | 12     | 15     |

### Statistiche dei giocatori
Dati non disponibili.